# 芦潮港

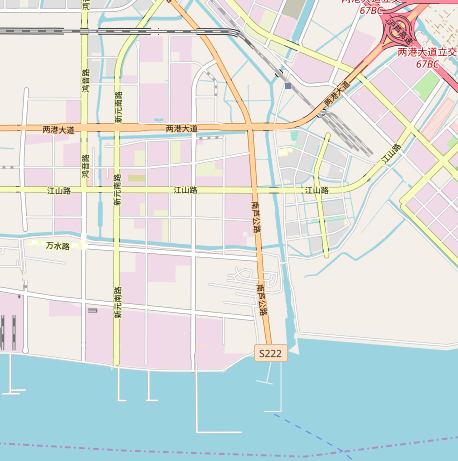
芦潮港

芦潮港，地名，位于上海市浦东新区南汇新城镇，曾经是上海最大的渔港。因位于长江口、杭州湾交汇处的突出土地，古时被称为汇角嘴、汇角滩、南汇嘴、南汇角。原名路槽港，因当地芦苇丛生，渔民踏芦出海，潮汛把出海道路冲刷成5－6米宽的深槽，故称。1962年，上海市原副市长宋日昌为路槽港三门排水节制闸题词时，谐音创制新地名，故改名沿用至今。

## 附近主要建筑
- 东海大桥
- 中国航海博物馆